# Patmos (Arkansas)
Patmos – miasto w Stanach Zjednoczonych, w stanie Arkansas, w hrabstwie Hempstead.